# Киселёв, Григорий Яковлевич
Григорий Яковлевич Киселёв (бел. Рыгор Якаўлевіч Кісялёў; (5 [18] мая 1913, Николаевка, Могилёвская губерния — 10 апреля 1970) — советский государственный деятель, заместитель Председателя Совета Министров БССР (1968—1970), депутат Верховного Совета БССР (1951—1970), член ЦК КПБ (1952—1970), кандидат исторических наук (1951), заслуженный деятель культуры БССР (1963), участник Великой Отечественной войны, политрук (старший лейтенант).

## Биография
Григорий Киселёв родился 5 (18) мая 1913 года в семье крестьянина-середняка в деревне Николаевка Городецкой волости Рогачёвского уезда Могилёвской губернии, ныне агрогородок — административный центр Николаевского сельсовета Буда-Кошелёвского района Гомельской области Республики Беларусь. Белорус.
В 1932—1936 годах на педагогической работе, работал учителем и директором средних школ в деревнях в Буда-Кошелёвского района.
Окончил Рогачёвский учительский институт. В апреле 1938 года назначен директором средней школы в местечке Самотевичи Костюковичского района Могилёвской области Белорусской ССР.
В октября 1939 года призван Костюковичским РВК в Рабоче-крестьянскую Красную Армию. Служил заместителем политрука эскадрона 14-го кавалерийского полка 25-й кавалерийской дивизии, который дислоцировался в Пскове. Затем его перевели на должность заместителя политрука роты в 5-й мотоциклетный полк 1-го танкового корпуса 11-й армии. Участник Великой Отечественной войны. Принял участие в оборонительных боях на Северо-Западном фронте. Он был дважды ранен: легко в руку под городом Остров и тяжело в ногу под Новгородом 23 августа 1941 года. По июнь 1942 года проходил лечение в госпиталях Ярославля и Кургана. При выписке из госпиталя военно-медицинская комиссия признала, что политрук Г. Киселёв не годен к строевой службе в рядах Красной Армии (неподвижность стопы левой ноги) и по инвалидности сняла его с воинского учёта.
С 1941 года член ВКП(б), в 1952 году партия переименована в КПСС.
C июля 1942 года по февраль 1945 года работал заведующим парткабинетом, заведующим оргинструкторским отделом, вторым секретарем Петуховского районного комитета ВКП(б) в Челябинской области (с 1943 года район в составе Курганской области).
В марте 1945 года избран вторым секретарем Гомельского районного комитета КП(б)Б в Гомельской области, затем работал заместителем заведующего отделом кадров Гомельского обкома КП(б)Б.
С июля 1947 года в ЦК КП(б)Б: заведующий отделом кадров Управления кадров ЦК КП(б)Б, затем заместитель начальника управления кадров ЦК КП(б)Б.
В 1947 году окончил исторический факультет Гомельского педагогического института.
В 1951 году окончил отделение «История СССР» Академии общественных наук при ЦК КПСС. Защитил диссертацию «Восстановление промышленности Белорусской ССР после изгнания немецко-фашистских захватчиков (1943—1945 гг.)» и стал кандидатом исторических наук.
С июля 1951 года работал заведующим отделом науки и вузов ЦК КП(б)Б.
С мая (или июня) 1953 года Министр культуры Белорусской ССР.
С января 1964 года Министр просвещения Белорусской ССР.
С мая 1968 года заместитель Председателя Совета Министров Белорусской ССР. 21 июня 1968 года Бюро ЦК КПБ утвердило его членом Президиума Совета Министров БССР.
Член ЦК КПБ в 1952—1970 годах.
Депутат Верховного Совета БССР (1951—1970).
Григорий Яковлевич Киселёв погиб в автомобильной катастрофе в Минске 10 апреля 1970 года. Похоронен в Минске на Восточном кладбище.

## Награды и звания
- Орден Ленина
- Орден Красной Звезды, 6 ноября 1945 года[6][7][8]
- Орден «Знак Почёта»

## Память
- Его именем назван улица в Гомеле и средняя школа в родном селе[9]; в школе создан посвящённый ему музей.
- Мемориальная доска, была установлена в городе Гомеле на доме на углу Привокзальной площади и улицы Киселёва.